# 錢芳標
錢芳標（?—?），原名鼎瑞，字寶汾，後易名芳標，字葆馚。江南华亭人。
康熙丙午举人，官内阁中书。康熙十八年己未举博学鸿词科。工於詩，沈德潛稱：“雲間詩派陳黃門後，以古淡整飭為宗，舍人綺麗而不佻，駘宕而有則，詩格又為一變矣。” 《清稗類鈔》稱芳標為飯頭陀轉世。著《金门稿》、《湘瑟词》。